# Walthère Frère-Orban
Hubert Walthère Frère-Orban (Liegi, 22 aprile 1812 – 2 gennaio 1896) è stato un politico belga, due volte primo ministro del Belgio (1868-1870 e 1878-1884).
Studiò a Parigi e svolse il praticanto in giurisprudenza a Liegi. 
Nel 1846 fu tra i principali fondatori del Partito Liberale. Sostenne posizioni anticlericali e polemizzò sovente con il clero cattolico. Massone, fu membro del Grande Oriente del Belgio.
Nel 1847 venne eletto alla Camera e nominato ministro dei Lavori Pubblici. L'anno seguente ottenne il portafoglio delle Finanze. Sostenitore del libero scambio, fondò la Banca nazionale del Belgio, ridusse le tariffe postali e abolì le tasse sulla pubblicazione dei quotidiani.
Nel 1857, dopo il ritorno dei liberali al governo, Frère-Orban venne nuovamente nominato ministro delle Finanze nel gabinetto di Charles Rogier. Nel 1868 sostituì quest'ultimo a capo dell'esecutivo.
Nel 1870 la vittoria dei cattolici alle elezioni lo costrinse alle dimissioni. Tornò al potere nel 1878 e due anni più tardi ruppe le relazioni diplomatiche con il Vaticano (che furono tuttavia ristabilite nel 1884).